# 渋谷ばちーんんんLive
渋谷ばちーんんんLive（しぶやばちーんライブ）は、よしもとクリエイティブ・エージェンシー東京本社（東京吉本）所属の若手お笑い芸人により開催されていたお笑いライブ。主にヨシモト∞ホール（東京都渋谷区）で行われた。
『ばちーんんん』の部分は「ばちーん」と発音する。

## 概要
2011年1月よりAGE AGE LIVEおよびシチサンLIVEシステムを移行し新設された。
基本的なシステムはAGE AGE LIVEと似た5段階制だが、昇降格や投票のシステムなどは都度変更され、当初行われていた観客やインターネットによる投票も2011年9月から行われなくなり、関係者のみの投票となった。
2011年12月に終了。2012年より『GetKingLive』として再びリニューアルされた。
ライブ会場はヨシモト∞ホールだが、最下位クラスのChallengeのみシアターDで開催される。 なおLive・Jump・Stepのライブは生配信されていたが、2011年10月28日をもって終了した。

## システム

### 渋谷ばちーんんんLive
トップ32組によるライブで、メンバー入れ替えは3ヶ月程度に1度、下位3組がJumpへ降格する。出演は1日8組で、進行は前半4組がネタ見せとゲームコーナーを行い、次いで後半4組がネタ見せと『ばちーんんんトーク』を行う。公演日時は平日19:00 - 20:40。

### 渋谷ばちーんんんJump
次位50組によるライブ。1日10組が出演して全員同じ出番数による総当りのネタバトルを行い、毎月トップ1組がLiveに昇格、下位組がStepへ降格。公演日時は平日17:00 - 18:00。

### 渋谷ばちーんんんStep
中間40組によるライブ。1日8組が出演して全員同じ出番数による総当りのネタバトルを行い、毎月上位組がJumpに昇格、下位組がHopへ降格。公演日時は平日16:00 - 16:30。

### 渋谷ばちーんんんHop
下位100組によるライブ。出演は1ライブ25組で、月2回の出番による総当りのネタバトルを行い、毎月上位組がStepに昇格、下位組がChallengeへ降格。公演日時は不定期の土日12:00 - 14:00と15:00 - 17:00で、月トータル8ライブ行う。

### 渋谷ばちーんんんChallenge
ヨシモト∞ホールへの出演を目指す若手によるライブ。このライブの上位者がバトルライブへ進出し、バトルライブの上位がHopに昇格する。公演は不定期で、月に6ライブ+バトル2ライブを行う。
かつて昇格や降格はライブにおける出演メンバーの変更を伴うことから、基本的に決定の翌月からでなく翌々月からとなり、JumpからLiveへの入れ替えは数ヶ月に1度のみ行われ、このため芸人によっては月ごとに格付けが入れ替わるエレベーター状態になっていたが、10月から格付けが翌月の出演にすぐ反映されるよう変更されている。

## ミニばち
配信中の空き時間を有効利用するため、2011年6月より楽屋の片隅に中継機材を設置して配信し、配信中は出演者の気の向くままフリートークや告知などが行われた。マキシマムパーパーサム長澤・グランジ佐藤・かたつむり林の3人が発起人で、配信は平日16:30 - 17:00と18:00 - 19:00。なお、この配信も
Live同様に終了している。